# 森乾
森 乾（もり けん、1925年3月1日 - 2000年5月30日）は、日本のフランス文学者。早稲田大学名誉教授。金子光晴、森三千代の息子として東京に生まれる。1952年、早稲田大学仏文科卒業。1954年、同大学院修士課程修了、パリ大学に留学、比較文学を学ぶ。1956年、帰国、1958年、早大博士課程中退。早大社会科学部助教授、教授。1995年、定年退任、名誉教授。

## 著書
- 父・金子光晴伝 夜の果てへの旅 （書肆山田 2002年5月）
- 詩集 三人 （金子光晴・森三千代と共著 講談社 2008年1月、講談社文芸文庫 2019年）

## 翻訳
- 汚れた女 （ギイ・デ・カール 新庄嘉章共訳 大日本雄弁会講談社 1957年）
- 白い季節 （ジルベール・プルートォ 近藤等共訳 朋文堂（山岳文学選集） 1958年）
- 幸せな結婚 （ロベール・プーレ 二見書房（フレッシュ・ロマン） 1961年）
- 愛の作法 （モーリス・ルメートル 二見書房 1962年）
- クラシック・バレエ 基礎用語と技法 （リンカーン・カーステイン、ミュリエル・スチュワート、カーラス・ダイヤー 松本亮共訳 音楽之友社 1967年）
- 世界女性史 （ゴンザッグ・トリュック 松本亮共訳 久保書店 1971年）
- 沈黙のたたかい レジスタンスの記録 （ヴェルコール 藤森書店（歴史の本） 1978年2月／新評論、1992年3月）
- 失われた世代、パリの日々 一九二〇年代の芸術家たち （ハンフリー・カーペンター 平凡社（20世紀メモリアル） 1995年3月）

## 参考
- 森乾教授年譜・主要業績目録（森乾教授古稀記念号） 「早稲田社会科学研究」1995-3